# Karl-Josef Rauber

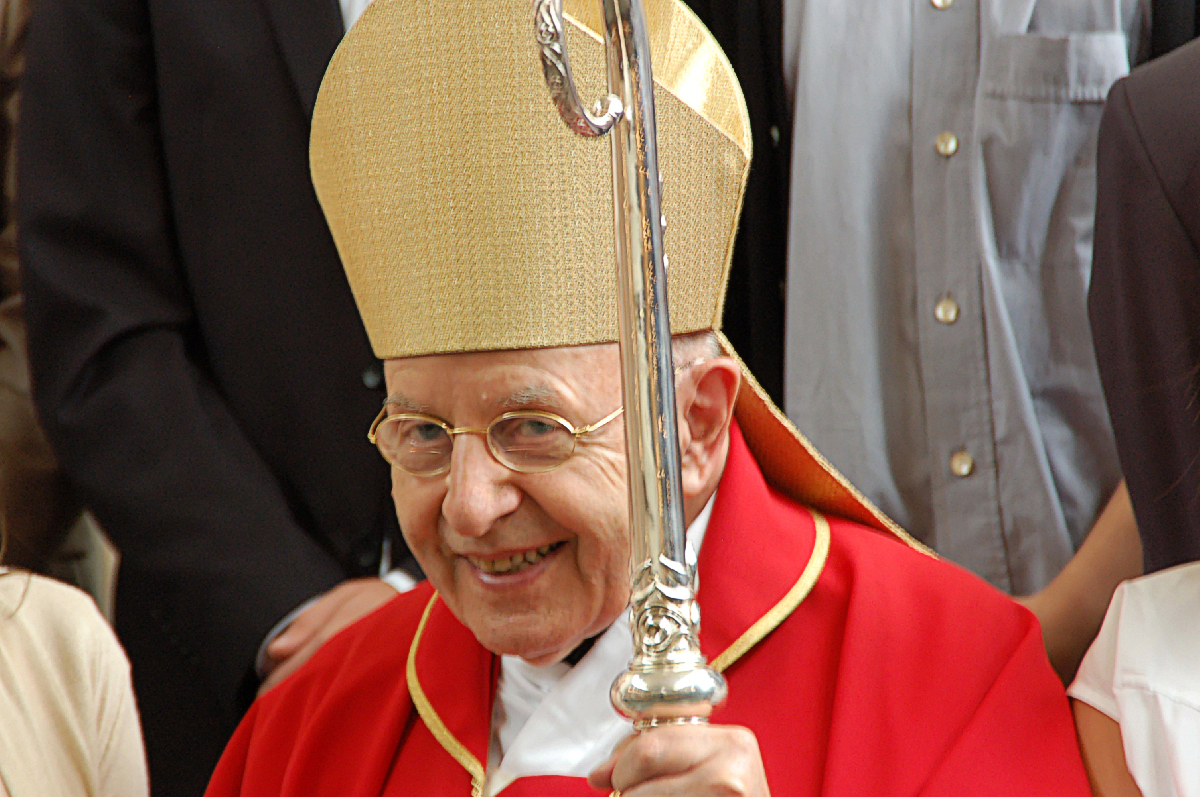
Karl-Josef Rauber 2011 in Stuttgart

Kardinalswappen

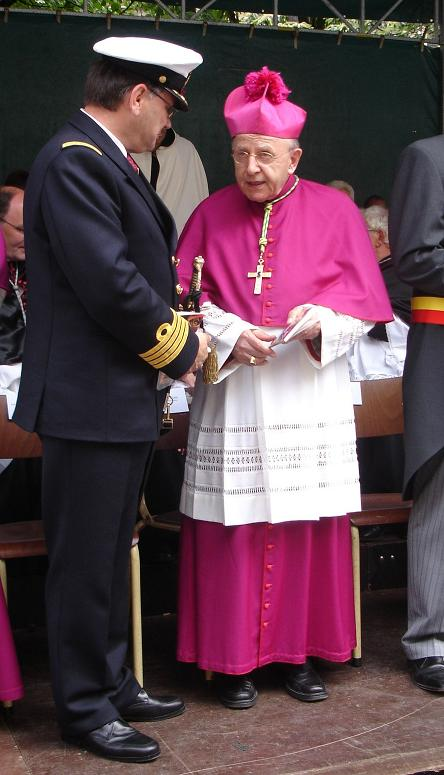
Karl-Josef Rauber als Nuntius (2007)

Karl-Josef Kardinal Rauber (* 11. April 1934 in Nürnberg; † 26. März 2023 in Rottenburg-Ergenzingen) war ein römisch-katholischer Erzbischof und Diplomat des Heiligen Stuhls. Er war von 1990 bis 1993 Präsident der päpstlichen Diplomatenakademie und anschließend Apostolischer Nuntius in der Schweiz und Liechtenstein, in Ungarn und der Republik Moldau sowie in Belgien und Luxemburg.

## Leben
Nach dem Abitur am St.-Michaels-Gymnasium der Benediktiner in Metten studierte Rauber Katholische Theologie und Philosophie an der Johannes Gutenberg-Universität Mainz. Am 28. Februar 1959 empfing er im Mainzer Dom durch Bischof Albert Stohr das Sakrament der Priesterweihe. Er war Kaplan in Nidda und absolvierte ab 1962 – dem Jahr, in dem das 2. Vatikanische Konzil begann – ein Promotionsstudium in Kirchenrecht an der Päpstlichen Universität Gregoriana in Rom. Parallel besuchte er die Päpstliche Diplomatenakademie. Rauber war ab 1966 im Staatssekretariat als einer von vier Sekretären des Substituten des Staatssekretariats, Erzbischof Giovanni Benelli, tätig. Er war vor allem für die deutschsprachigen Gebiete zuständig. Papst Paul VI. verlieh ihm am 22. Dezember 1976 den Titel Ehrenprälat Seiner Heiligkeit. 1977 wurde er Nuntiaturrat in Belgien und Luxemburg und 1981 in Griechenland.
Am 18. Dezember 1982 ernannte ihn Papst Johannes Paul II. zum Titularerzbischof von Iubaltiana und bestellte ihn zum Geschäftsträger und Pro-Nuntius für Uganda. Papst Johannes Paul II. selbst spendete ihm am 6. Januar 1983 die Bischofsweihe, Mitkonsekratoren waren der Offizial im Staatssekretariat, Eduardo Martínez Somalo sowie der Sekretär der Kongregation für die Evangelisierung der Völker, Duraisamy Simon Lourdusamy. Sein Wahlspruch war “Caritas Christi urget nos.” (2 Kor 5,14 , deutsch: „Die Liebe Christi drängt uns“).
Johannes Paul II. ernannte Rauber am 22. Januar 1990 zum Präsidenten der päpstlichen Diplomaten-Akademie. 1991 wurde ihm die heikle Aufgabe übertragen, die in der Diözese Chur durch Bischof Wolfgang Haas aufgetretenen Schwierigkeiten zu untersuchen. 1993 wechselte er wieder in den diplomatischen Dienst des Heiligen Stuhls als Apostolischer Nuntius in der Schweiz und in Liechtenstein (16. März 1993 bis 25. April 1997) und Apostolischer Nuntius in Ungarn und der Republik Moldau (25. April 1997 bis 22. Februar 2003). Seit dem 22. Februar 2003 war Karl-Josef Rauber Apostolischer Nuntius in Belgien und Luxemburg. In dieser Funktion überging die Kirchenleitung in Rom seine Ternarvorschläge zur Neubesetzung des Erzbistums Mechelen-Brüssel. Darauf reagierte Rauber mit heftigen und offenen Vorwürfen gegen Papst Benedikt XVI., als dieser gegen den ausdrücklichen Rat von Nuntius Rauber André-Joseph Léonard zum Erzbischof von Mechelen-Brüssel bestimmte. Diesen hielt Rauber für völlig ungeeignet für das Amt.
Papst Benedikt XVI. gab seinem altersbedingten Rücktrittsgesuch 2009 statt. Vom Amt des Nuntius in Belgien trat er am 18. Juni 2009 zurück, von dem in Luxemburg am 24. Juli 2009. Rauber lebte im Ruhestand bei den Schönstattschwestern in Ergenzingen und war für die Diözese Rottenburg-Stuttgart unter anderem als Firmspender tätig.
Im Konsistorium vom 14. Februar 2015 nahm ihn Papst Franziskus als Kardinaldiakon mit der Titeldiakonie Sant’Antonio di Padova a Circonvallazione Appia in das Kardinalskollegium auf.
Rauber verstarb am 26. März 2023 zwei Wochen vor seinem 89. Geburtstag in Rottenburg-Ergenzingen. Gemäß seinem letzten Willen wurde Karl-Josef Rauber am 31. März 2023 nach einem vom Kardinaldekan Giovanni Battista Re zelebrierten Pontifikalrequiem im Grab seiner Eltern auf dem Campo Santo Teutonico in der Vatikanstadt beigesetzt. Sein priesterliches Heimatbistum Mainz wurde bei den Exequien dort von dem ebenfalls aus der Mainzer Diözese stammenden Gerhard Kardinal Müller vertreten.